# بدخشی سمرقندی
بدخشی سمرقندی شاعر، ملک‌الشعرای دربار میرزا الغ‌بیگ در دوره تیموریان بوده است. او به خاطر قصیده‌های نغزش تحسین شده است. معلوم نیست چرا در تذکره‌هایی مثل آتشکده آذر، تذکره دولتشاه و یا حبیب السیر، هیچ اطلاعاتی از نام و سال مرگ او در دسترس نیست. بعضی او را با مولانا محمد بدخشی که سی‌ سال ملازم امیر علیشیر نوایی بوده است، یکی دانسته‌اند.الغ‌بیگ و درباریانش به او التفات تمام داشته‌اند.  